# Frank Gardner
Frank Gardner OAM (* 1. Oktober 1930 in Sydney; † 29. August 2009 in Gold Coast) war ein australischer Automobilrennfahrer.

## Karriere

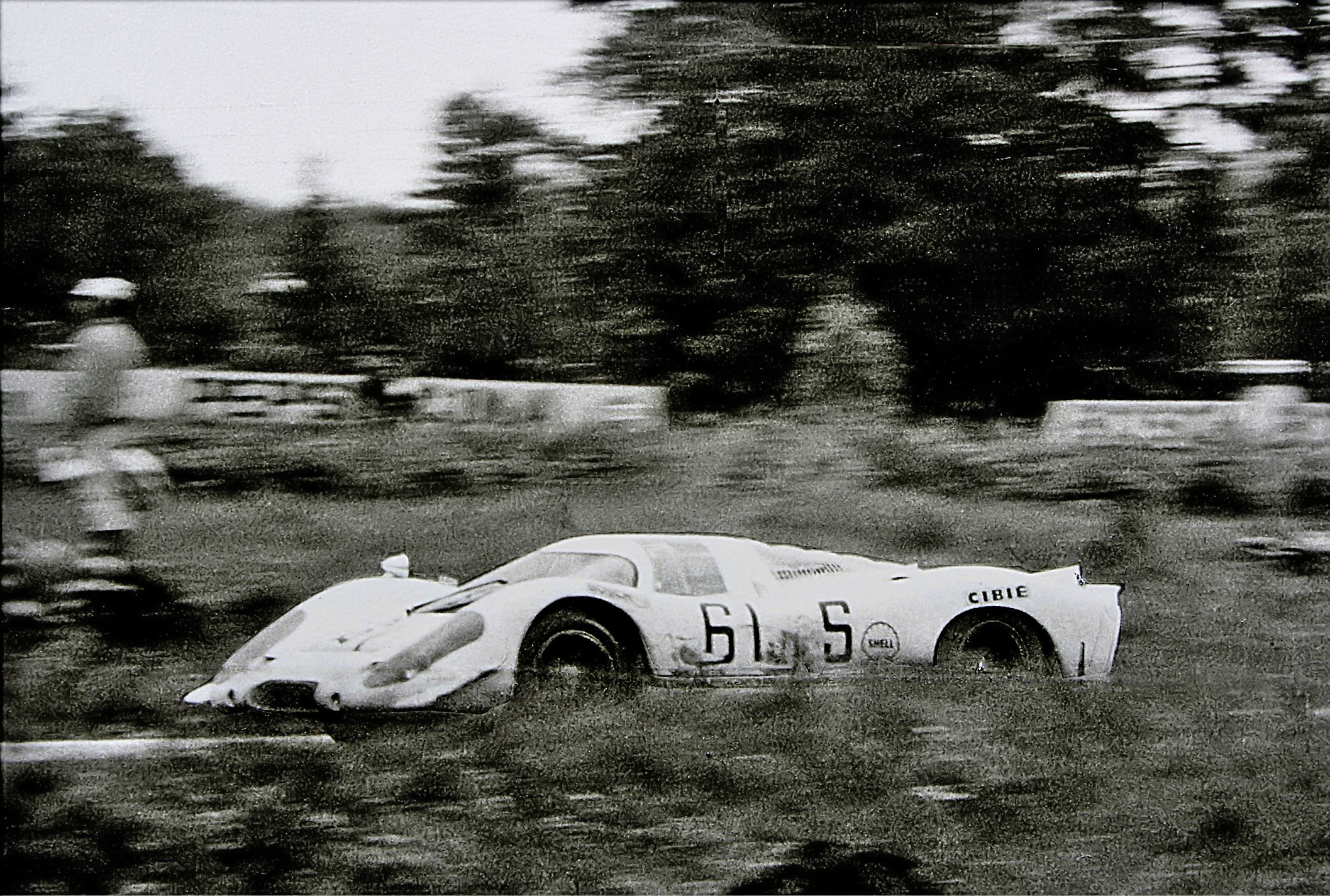
Der Porsche 917 von Gardner/Piper beim 1000-km-Rennen auf dem Nürburgring 1969

Frank Gardner begann seine Karriere als Motorradfahrer bei Dirt-Track-Rennen in Bathurst und wurde in den 1960er-Jahren als Formel-1-, Touren- und Sportwagenrennfahrer bekannt. Als die Porsche-Werksfahrer 1969 beim 1000-km-Rennen auf dem Nürburgring den Start mit dem neuen Porsche 917 verweigerten, sprangen Gardner und David Piper ein und brachten den damals fast unfahrbaren Porsche (erst Änderungen am Chassis machten den 917 zu einem Spitzenwagen) wagemutig auf den siebten Rang in der Gesamtwertung. Gardner gewann dreimal die britische Tourenwagen-Meisterschaft. 1967 und 1968 fuhr er dabei für Ford und 1973 für Chevrolet.
1971 gewann er die Europäische Formel-5000-Meisterschaft und wurde 1977 australischer Tourenwagenmeister.
Weniger erfolgreich verlief seine Karriere in der Automobil-Weltmeisterschaft. Zwischen 1964 und 1968 fuhr er sporadisch in einem Brabham acht Rennen zur Weltmeisterschaft, platzierte sich jedoch nie in den Punkterängen.
In Anerkennung seiner Verdienste um die Fahrerausbildung und den Motorsport wurde er 1994 mit der Medaille des Order of Australia ausgezeichnet.
Er starb im August 2009.

## Statistik

### Statistik in der Automobil-Weltmeisterschaft
Diese Statistik umfasst alle Teilnahmen des Fahrers an der Automobil-Weltmeisterschaft, die heutzutage als Formel-1-Weltmeisterschaft bezeichnet wird.

#### Gesamtübersicht
| Saison | Team                      | Chassis      | Motor                | Rennen | Siege | Zweiter | Dritter | Poles | schn. Rennrunden | Punkte | WM-Pos. |
| ------ | ------------------------- | ------------ | -------------------- | ------ | ----- | ------- | ------- | ----- | ---------------- | ------ | ------- |
| 1964   | John Willment Automobiles | Brabham BT10 | Ford-Cosworth 1.5 L4 | 1      | −     | −       | −       | −     | −                | −      | −       |
| 1965   | John Willment Automobiles | Brabham BT11 | BRM 1.5 V8           | 7      | −     | −       | −       | −     | −                | −      | −       |
| Gesamt | Gesamt                    | Gesamt       | Gesamt               | 8      | −     | −       | −       | −     | −                | −      |         |

#### Einzelergebnisse
| Saison | 1   | 2   | 3 | 4   | 5  | 6   | 7   | 8   | 9 | 10 | 11 | 12 |
| ------ | --- | --- | - | --- | -- | --- | --- | --- | - | -- | -- | -- |
| 1964   |     |     |   |     |    |     |     |     |   |    |    |    |
|        |     |     |   | DNF |    |     |     |     |   |    |    |    |
| 1965   |     |     |   |     |    |     |     |     |   |    |    |    |
| 12     | DNF | DNF |   | 8   | 11 | DNF | DNF |     |   |    |    |    |
| 1968   |     |     |   |     |    |     |     |     |   |    |    |    |
|        |     |     |   |     |    |     |     | DNQ |   |    |    |    |

| Legende  | Legende            | Legende                                                          |
| Farbe    | Abkürzung          | Bedeutung                                                        |
| -------- | ------------------ | ---------------------------------------------------------------- |
| Gold     | –                  | Sieg                                                             |
| Silber   | –                  | 2. Platz                                                         |
| Bronze   | –                  | 3. Platz                                                         |
| Grün     | –                  | Platzierung in den Punkten                                       |
| Blau     | –                  | Klassifiziert außerhalb der Punkteränge                          |
| Violett  | DNF                | Rennen nicht beendet (did not finish)                            |
| Violett  | NC                 | nicht klassifiziert (not classified)                             |
| Rot      | DNQ                | nicht qualifiziert (did not qualify)                             |
| Rot      | DNPQ               | in Vorqualifikation gescheitert (did not pre-qualify)            |
| Schwarz  | DSQ                | disqualifiziert (disqualified)                                   |
| Weiß     | DNS                | nicht am Start (did not start)                                   |
| Weiß     | WD                 | zurückgezogen (withdrawn)                                        |
| Hellblau | PO                 | nur am Training teilgenommen (practiced only)                    |
| Hellblau | TD                 | Freitags-Testfahrer (test driver)                                |
| ohne     | DNP                | nicht am Training teilgenommen (did not practice)                |
| ohne     | INJ                | verletzt oder krank (injured)                                    |
| ohne     | EX                 | ausgeschlossen (excluded)                                        |
| ohne     | DNA                | nicht erschienen (did not arrive)                                |
| ohne     | C                  | Rennen abgesagt (cancelled)                                      |
| ohne     | keine WM-Teilnahme |                                                                  |
| sonstige | P/fett             | Pole-Position                                                    |
| sonstige | 1/2/3/4/5/6/7/8    | Punktplatzierung im Sprint-/Qualifikationsrennen                 |
| sonstige | SR/kursiv          | Schnellste Rennrunde                                             |
| sonstige | *                  | nicht im Ziel, aufgrund der zurückgelegten Distanz aber gewertet |
| sonstige | ()                 | Streichresultate                                                 |
| sonstige | unterstrichen      | Führender in der Gesamtwertung                                   |

### Le-Mans-Ergebnisse
| Jahr | Team                   | Fahrzeug         | Teamkollege     | Platzierung            | Ausfallgrund         |
| ---- | ---------------------- | ---------------- | --------------- | ---------------------- | -------------------- |
| 1962 | Team Lotus Engineering | Lotus Elite Mk14 | David Hobbs     | Rang 8 und Klassensieg |                      |
| 1963 | Team Elite             | Lotus Elite MK14 | John Coundley   | Ausfall                | Motorschaden         |
| 1966 | Alan Mann Racing Ltd.  | Ford GT40 Mk.II  | John Whitmore   | Ausfall                | Kupplungsschaden     |
| 1967 | Holman & Moody         | Ford GT40 Mk.IIB | Roger McCluskey | Ausfall                | Unfall               |
| 1969 | Alan Mann Racing       | Ford GT40        | Malcolm Guthrie | Ausfall                | überhitzter Zylinder |

### Sebring-Ergebnisse
| Jahr | Team             | Fahrzeug  | Teamkollege   | Platzierung | Ausfallgrund |
| ---- | ---------------- | --------- | ------------- | ----------- | ------------ |
| 1966 | Alan Mann Racing | Ford GT40 | John Whitmore | Ausfall     | Motorschaden |

### Einzelergebnisse in der Sportwagen-Weltmeisterschaft
| Saison | Team                                        | Rennwagen                               | 1   | 2   | 3   | 4   | 5   | 6   | 7   | 8   | 9   | 10  | 11  | 12  | 13  | 14  | 15  | 16  | 17  | 18  | 19  | 20  | 21  | 22  |
| ------ | ------------------------------------------- | --------------------------------------- | --- | --- | --- | --- | --- | --- | --- | --- | --- | --- | --- | --- | --- | --- | --- | --- | --- | --- | --- | --- | --- | --- |
| 1962   | Lotus                                       | Lotus Elite                             | DAY | SEB | SEB | MAI | TAR | BER | NÜR | LEM | TAV | CCA | RTT | NÜR | BRI | BRI | PAR |     |     |     |     |     |     |     |
| 1962   | Lotus                                       | Lotus Elite                             |     |     |     |     | 8   |     |     |     |     |     |     |     |     |     |     |     |     |     |     |     |     |     |
| 1963   | Team Elite                                  | Lotus Elite Lotus Elan                  | DAY | SEB | SEB | TAR | SPA | MAI | NÜR | CON | ROS | LEM | MON | WIS | TAV | FRE | CCE | RTT | OVI | NÜR | MON | MON | TDF | BRI |
| 1963   | Team Elite                                  | Lotus Elite Lotus Elan                  |     |     |     |     |     |     |     |     |     | DNF |     |     |     |     |     | DNF |     |     |     |     |     |     |
| 1964   | Willment Racing                             | Elva Mk.7S                              | DAY | SEB | TAR | MON | SPA | CON | NÜR | ROS | LEM | REI | FRE | CCE | RTT | SIM | NÜR | MON | TDF | BRI | BRI | PAR |     |     |
| 1964   | Willment Racing                             | Elva Mk.7S                              |     |     |     |     |     |     |     |     |     | DNF |     |     |     |     |     |     |     |     |     |     |     |     |
| 1965   | John Willment Alan Mann Racing              | Shelby Cobra                            | DAY | SEB | BOL | MON | MON | RTT | TAR | SPA | NÜR | MUG | ROS | LEM | REI | BOZ | FRE | CCE | OVI | NÜR | BRI | BRI |     |     |
| 1965   | John Willment Alan Mann Racing              | Shelby Cobra                            |     |     |     |     |     | 10  |     |     | 10  |     |     |     | DNF |     |     |     |     |     |     |     |     |     |
| 1966   | Alan Mann Racing                            | Ford GT40                               | DAY | SEB | MON | TAR | SPA | NÜR | LEM | MUG | CCE | HOK | SIM | NÜR | ZEL |     |     |     |     |     |     |     |     |     |
| 1966   | Alan Mann Racing                            | Ford GT40                               |     | DNF |     |     | 2   |     | DNF |     |     |     |     |     |     |     |     |     |     |     |     |     |     |     |
| 1967   | Carroll Shelby International Holman & Moody | Ford GT40                               | DAY | SEB | MON | SPA | TAR | NÜR | LEM | HOK | MUG | BRH | CCE | ZEL | OVI | NÜR |     |     |     |     |     |     |     |     |
| 1967   | Carroll Shelby International Holman & Moody | Ford GT40                               | DNF |     |     |     |     |     | DNF |     |     |     |     |     |     |     |     |     |     |     |     |     |     |     |
| 1968   | Alan Mann Racing                            | Ford P68                                | DAY | SEB | BRH | MON | TAR | NÜR | SPA | WAT | ZEL | LEM |     |     |     |     |     |     |     |     |     |     |     |     |
| 1968   | Alan Mann Racing                            | Ford P68                                |     |     |     |     |     | DNF | DNF |     |     |     |     |     |     |     |     |     |     |     |     |     |     |     |
| 1969   | Alan Mann Racing Sid Taylor Racing Porsche  | Ford P68 Lola T70 Porsche 917 Ford GT40 | DAY | SEB | BRH | MON | TAR | SPA | NÜR | LEM | WAT | ZEL |     |     |     |     |     |     |     |     |     |     |     |     |
| 1969   | Alan Mann Racing Sid Taylor Racing Porsche  | Ford P68 Lola T70 Porsche 917 Ford GT40 |     |     | DNF | 5   |     |     | 8   | DNF |     |     |     |     |     |     |     |     |     |     |     |     |     |     |
| 1970   | Grand Bahama Racing                         | Lola T70                                | DAY | SEB | BRH | MON | TAR | SPA | NÜR | LEM | WAT | ZEL |     |     |     |     |     |     |     |     |     |     |     |     |
| 1970   | Grand Bahama Racing                         | Lola T70                                | DNF |     |     |     |     |     |     |     |     |     |     |     |     |     |     |     |     |     |     |     |     |     |